# Tony Warner
Anthony Randolph Warner (Liverpool, 11 maggio 1974) è un allenatore di calcio ed ex calciatore inglese naturalizzato trinidadiano, di ruolo portiere.

## Carriera
Nell'estate del 2015 firma un contratto annuale col club indiano del NorthEast United come giocatore e allenatore dei portieri. Il 2 agosto dello stesso anno rescinde il proprio contratto per diventare temporaneamente l'allenatore portieri del Bolton, ma dopo qualche giorno il suo incarico viene affidato stabilmente a Bobby Mimms.

## Palmarès

### Giocatore

#### Competizioni nazionali
- Coppa d'Inghilterra: 1

Liverpool: 1991-1992
- Coppa di Lega inglese: 1

Liverpool: 1994-1995
- Community Shield: 1

Liverpool: 1990